# Spring Hill (Iowa)
Spring Hill és una població dels Estats Units a l'estat d'Iowa. Segons el cens del 2000 tenia 92 habitants.

## Demografia
Segons el cens del 2000, Spring Hill tenia 92 habitants, 31 habitatges, i 23 famílies. La densitat de població era de 296 habitants/km².
Dels 31 habitatges en un 48,4% hi vivien nens de menys de 18 anys, en un 58,1% hi vivien parelles casades, en un 16,1% dones solteres, i en un 22,6% no eren unitats familiars. En el 19,4% dels habitatges hi vivien persones soles el 19,4% de les quals corresponia a persones de 65 anys o més que vivien soles. El nombre mitjà de persones vivint en cada habitatge era de 2,97 i el nombre mitjà de persones que vivien en cada família era de 3,42.
Per edats la població es repartia de la següent manera: un 34,8% tenia menys de 18 anys, un 6,5% entre 18 i 24, un 30,4% entre 25 i 44, un 26,1% de 45 a 60 i un 2,2% 65 anys o més.
L'edat mediana era de 32 anys. Per cada 100 dones de 18 o més anys hi havia 100 homes.
La renda mediana per habitatge era de 33.750 $ i la renda mediana per família de 31.875 $. Els homes tenien una renda mediana de 22.500 $ mentre que les dones 25.000 $. La renda per capita de la població era d'11.671 $. Entorn del 10,5% de les famílies i el 10,7% de la població estaven per davall del llindar de pobresa.

## Poblacions més properes
El següent diagrama mostra les poblacions més properes.